# Vozelna precesija
Vozelna precesija je precesija tirne ravnine satelita okrog vrtilne osi astronomskega telesa, kot je Zemlja. Vzrok tej posledici je nesferična narava vrtečega se telesa, ki tvori neenakomerno gravitacijsko polje. Naslednja razprava se nanaša na nizkozemeljsko orbito umetnih satelitov, ki nimajo merljivega vpliva na Zemljino gibanje. Vozelna precesija masivnejših naravnih satelitov, kot je Luna, je bolj zapletena.
Okrog sferičnega telesa bi tirna ravnina ostala nepomična v prostoru okrog gravitacijskega centralnega (glavnega, primarnega) telesa. Vendar se večina teles vrti, kar povzroči ekvatorialno izboklino. Ta izboklina ustvarja gravitacijski učinek, ki povzroči precesijo tirov okrog vrtilne osi centralnega telesa.
Smer precesije je nasprotna smeri kroženja. Za tipični napredni tir okrog Zemlje (to je v smeri vrtenja centralnega telesa) se dolžina dvižnega vozla zmanjšuje – vozel precesira proti zahodu. Če je tir vzvraten, to poveča ekliptično dolžino dvižnega vozla – vozel precesira proti vzhodu. Ta vozelna precesija omogoča heliosinhronim orbitam, da ohranjajo skoraj konstantni kot glede na Sonce.

## Opis
Nevrtečetelo planetarne velikosti ali večje bi gravitacija potegnila v sferično obliko. Skoraj vsa telesa pa se vrtijo. Centrifugalna sila deformira telo tako, da ima ekvatorialno izboklino. Zaradi izbokline centralnega telesa gravitacijska sila na satelitu ni usmerjena proti središču centralnega telesa, temveč je zamaknjena proti njegovemu ekvatorju. Ne glede na to, nad katero poloblo centralnega telesa leži satelit, ga prednostno rahlo vleče proti ekvatorju centralnega telesa. To ustvarja navor nanj. Ta navor ne zmanjša naklona tira; ampak povzroča žiroskopsko precesijo, kar povzroči, da se vozli s časom premikajo.

## Izračun

### Hitrost precesije
Hitrost precesije je odvisna od naklona tirne ravnine glede na ekvatorsko ravnino, pa tudi od izsrednosti tira.
Za satelit v naprednem tiru okrog Zemlje je precesija proti zahodu (vozelna regresija), kar pomeni, da se vozel in satelit gibljeta v nasprotnih smereh. Dober približek hitrosti precesije je:
{\displaystyle \omega _{\rm {p}}=-{\frac {3}{2}}{\frac {R_{\rm {Z}}^{2}}{\left(a\left(1-e^{2}\right)\right)^{2}}}J_{2}\omega \cos i\!\,,}
kjer je:
- {\displaystyle \omega _{\rm {p}}\!\,} – stopnja precesije (v rad/s),
- {\displaystyle R_{\rm {Z}}\!\,} – ekvatorski polmer telesa (6.378.137 m za Zemljo),
- {\displaystyle a\!\,} – velika polos satelitovega tira,
- {\displaystyle e\!\,} – izsrednost satelitovega tira,
- {\displaystyle \omega \!\,} – kotna hitrost satelitovega gibanja (2π radianov deljeno z njegovo obitalno periodo v sekundah),
- {\displaystyle i\!\,} – naklon tira,
- {\displaystyle J_{2}\!\,} »faktor druge dinamične oblike« telesa[2] (−√5C20[3] = 108.262.668×10−3 za Zemljo).

Ta zadnja količina je povezana s sploščenostjo:
{\displaystyle J_{2}={\frac {2\varepsilon _{\rm {Z}}}{3}}-{\frac {{R_{\rm {Z}}}^{3}{\omega _{\rm {Z}}}^{2}}{3\mu _{\rm {Z}}}}\!\,,}
kjer je:
- {\displaystyle \varepsilon _{\rm {Z}}\!\,} – sploščenost centralnega telesa,
- {\displaystyle R_{\rm {Z}}\!\,} – ekvatorski polmer centralnega telesa (6.378.137 m za Zemljo),
- {\displaystyle \omega _{\rm {Z}}\!\,} – vrtilna hitrost centralnega telesa (7,292115×10−5 rad/s za Zemljo),
- {\displaystyle \mu _{\rm {Z}}=\kappa m_{\rm {Z}}\!\,} – standardni težnostni parameter, produkt gravitacijske konstante in mase centralnega telesa (3,986004418×1014 m3/s2 za Zemljo).

Vozelna precesija nizkozemeljskih orbit je običajno nekaj stopinj na dan proti zahodu (negativno). Za satelit v krožni ({\displaystyle e=0\!\,}) orbiti v višini 800 km pri naklonu tira 56° okrog Zemlje je:
{\displaystyle {\begin{aligned}R_{\rm {Z}}&=6,378\,137\cdot 10^{6}{\text{ m}}\\J_{2}&=1,082\,626\,68\cdot 10^{-3}\end{aligned}}\!\,.}
Orbitalna perioda je 6052,4 s, tako da je kotna hitrost enaka 0,001038  rad/s. Tako je vrednost hitrosti precesije enaka:
{\displaystyle {\begin{aligned}\omega _{\rm {p}}&=-{\frac {3}{2}}\cdot {\frac {6\,378\,137^{2}}{\left(7\,178\,137\left(1-0^{2}\right)\right)^{2}}}\cdot \left(1,082\,626\,68\cdot 10^{-3}\right)\cdot 0,001\,038\cdot \cos 56^{\circ }\\&=-7,44\cdot 10^{-7}{\text{ rad/s}}\end{aligned}}\!\,.}
To je enakovredno −3,683° na dan, tako da bo tirna ravnina naredila en popoln obrat (v inercialnem prostoru) v 98 dneh.
Navidezno gibanje Sonca je približno +1° na dan (360° na leto / 365,2422 dni na tropsko leto ≈ 0,9856473° na dan), tako da je navidezno gibanje Sonca glede na tirno ravnino približno 2,8° na dan, kar da celotni cikel približno 127 dni. Za vzvratne tire je {\displaystyle \omega \!\,} negativna, zato precesija postane pozitivna. (Druga možnost je, da se {\displaystyle \omega \!\,} obravnava kot pozitivno, vendar je naklon tira večji od 90°, tako da je kosinus naklona tira negativen.) V tem primeru je mogoče doseči, da se precesija približno ujema z navideznim gibanjem Sonca, kar povzroča heliosinhrono orbito.
{\displaystyle J_{2}\!\,}, uporabljen v tej enačbi, je brezrazsežni koeficient {\displaystyle {\tilde {J_{2}}}=-{\frac {J_{2}}{\mu _{\rm {Z}}R_{\rm {Z}}^{2}}}} iz geopotencialnega modela ali modela gravitacijskega polja za telo.